# The Big Picture (tv-serie)
The Big Picture var en amerikansk dokumentarfilm og tv-program, der blev sendt på ABC-TV fra 1951-1964. Serien bestod af dokumentarfilm produceret af United States Army Signal Corps.

## Her er nogle The Big Picture film
- Distant Early Warning System - 1950's US Army Radar Documentary.
- Solid Rocket Fuels - 1950's US Army Documentary "Solid Punch".
- The U.S. Army's Top Secret Arctic City Under the Ice! "Camp Century" Restored Classified Film.
- Operation Blue J  US Army Ballistic Missile Agency "The Big Picture" - 1950's American Military Film  1951-1953 United States Army.